# فيلق الجيش الثالث عشر (الفيرماخت)
فيلق الجيش الثالث عشر (الفيرماخت) (بالألمانية: XIII. Armeekorps ) كان فيلق للجيش الألماني خلال الحرب العالمية الثانية. تكون من عدة فرق، والتي تختلف من وقت لآخر، تم تشكيلها في نورمبرغ في 1 أكتوبر 1937.
بعد وقت قصير من التعبئة العامة في أغسطس 1939، انخرط الفيلق في الحملة البولندية. تكون من فرق المشاة 10 و17 و221، وكانت جزءًا من الجيش الثامن . بعد النصر الألماني الحاسم في معركة البزورة ، تم نقل الفيلق إلى الجيش السادس عشر في منطقة ترير غرب ألمانيا.
خلال غزو فرنسا في العام التالي تقدم الفيلق إلى نهر الميز عبر لوكسمبورغ في مايو 1940. أعيد تكليفهم بالجيش السادس عشر في منطقة الشمبانيا، وكانوا قد وصلوا إلى شالون سور سون في وقت الهدنة. في يوليو تم نقل الفيلق الثالث عشر إلى شمال فرنسا للقيام بدور رائد في أسد البحر المخطط لها ثم تم التخلي عنها، غزو إنجلترا. وبدلاً من ذلك تم نقله إلى هولندا.
في مايو 1941 تم نقله إلى شرق بروسيا للمشاركة في عملية بربروسا، الغزو الجماعي لروسيا السوفيتية. ضم فرق المشاة 17 و78، شكلوا وحدة من الجيش الرابع في لمجموعة الجيوش الوسطى. وبحلول يوليو عبروا نهر دنيبر إلى تشرنيغوف. في ديسمبر، في مواجهة الهجمات السوفيتية المضادة ، كان عليه التراجع مرة أخرى عبر نهر أوغرا. في أبريل 1942 تم نقل الفيلق إلى جيش الدبابات الرابع.
في يناير 1943، دفع هجوم مضاد سوفياتي الفيلق الثالث عشر إلى نهر أوليم. بعد النصر السوفياتي في معركة كورسك في يوليو 1943 ، كان من الضروري العودة مرة أخرى إلى نهر دنيبر. المزيد من الهجمات السوفيتية في ديسمبر أجبرته على القيام بالمزيد من عمليات التراجع. في يناير 1944 تم دفعهم إلى غاليسيا على حدود بولندا وأوكرانيا. في مارس 1944، كان الفيلق محاطًا وسحق بالكامل من قبل جيش الدبابات السوفياتي الرابع بالقرب من لفيف في غرب أوكرانيا وتم تفكيكه بعد ذلك بحلول 5 أغسطس. تم امتصاص بقايا الفيلق في فيلق بانزر جروسدوتشلاند.
في يناير 1945، تم إنشاء فيلق XIII حديث التكوين من فوج كوماندوس وتمركز على الجبهة الغربية كجزء من فرقة بانزر الثانية. دفع هجوم الحلفاء في أبريل الفيلق إلى غونزبرغ، ولم يعد يعمل، تراجع إلى شمال جبال الألب.

## القادة
- الجنرال دير كافاليري ماكسيميليان فون فايخس، 12 أكتوبر 1937 - 26 أكتوبر 1939
- العقيد العام ( غنرال أوبرست ) Heinrich von Vietinghoff-Scheel ، 26 أكتوبر 1939 - 25 أكتوبر 1940
- الجنرال دير إنفانتير هانز جوستاف فيلبر، 25 أكتوبر 1940 - 13 يناير 1942
- اللفتنانت جنرال ( جينيرال لوتنانت ) Otto-Ernst Ottenbacher ،14 Januar - 21 April 1942
- المشاة العامة ( الجنرال دير المشاة ) إريك ستراوب، 21 أبريل 1942 - 20 فبراير 1943
- الجنرال دير إينفانتيري فريدريش سيبرت، 20 فبراير - 7 سبتمبر 1943
- المشاة العامة ( الجنرال دير المشاة ) آرثر هوف، 7 سبتمبر 1943 - 25 أبريل 1944
- اللفتنانت جنرال ( جينيرال لوتنانت ) يوهانس بلوك ، 25 أبريل - 5 يونيو 1944
- الجنرال دير إينفانتيري آرثر هوف، 5 يونيو - 22 يوليو 1944

## منطقة العمليات
- بولندا : سبتمبر 1939 - مايو 1940
- فرنسا : مايو 1940 - يونيو 1941
- القطاع الجنوبي للجبهة الشرقية : يونيو 1941 - يوليو 1944
- الجبهة الغربية : يناير 1945 - أبريل 1945